# Regionalwahlkreis Steiermark West
Der Regionalwahlkreis Steiermark West (ehemals Wahlkreis 6H) war ein Regionalwahlkreis in Österreich, der bei Wahlen zum Nationalrat für die Vergabe der Mandate im ersten Ermittlungsverfahren gebildet wurde. Der Wahlkreis umfasste die Bezirke Judenburg und Knittelfeld (mittlerweile zusammengelegt zum Bezirk Murtal) sowie den Bezirk Murau.
Bei der letzten Nationalratswahl 2008 waren im Regionalwahlkreis Steiermark Nord 86.648 Personen wahlberechtigt, wobei bei der Wahl die Sozialdemokratische Partei Österreichs (SPÖ) mit 34,8 % als stärkste Partei hervorging. Im Wahlkreis erreichte 2008 keine der kandidierenden Parteien eines der drei zu vergebenden Grundmandate.
Mit der Nationalratswahl 2013 wurde der Regionalwahlkreis Steiermark West mit den früheren Regionalwahlkreisen Steiermark Nord-West und Steiermark Nord zum neugeschaffenen Regionalwahlkreis Obersteiermark vereint.

## Geschichte
Nach dem Ende des Staates Österreich-Ungarn wurden für das Gebiet der Steiermark mit der Wahlordnung 1918 für die Wahl der konstituierenden Nationalversammlung vier Wahlkreise geschaffen, wobei für das Gebiet des heutigen Regionalwahlkreises der Wahlkreis Obersteier (Wahlkreis 23) bestand, der jedoch auch zahlreiche weitere Gebiete umfasste. Nachdem die Wahlordnung von 1923 von der austrofaschistischen Regierung 1934 außer Kraft gesetzt worden war, wurde die ursprüngliche Einteilung der Wahlkreise nach dem Zweiten Weltkrieg mit dem Verfassungsgesetz vom 19. Oktober 1945 weitgehend wieder eingeführt. Mit der Nationalrats-Wahlordnung 1971 kam es zu einer tiefgreifenden Wahlkreisreform, mit der die Anzahl der Wahlkreise in Österreich auf nur noch neun reduziert wurde. Für das Bundesland Steiermark bestand in der Folge nur noch ein Wahlkreis, der Wahlkreis Steiermark (Wahlkreis 6). Mit Inkrafttreten der Nationalrats-Wahlordnung 1992 wurde das österreichische Bundesgebiet schließlich in 43 Regionalwahlkreise unterteilt und somit ein drittes Ermittlungsverfahren eingeführt, wobei die Bezirke Judenburg, Knittelfeld und Murau zum Wahlkreis Steiermark West (Wahlkreis 6H) zusammengeschlossen wurden. 1993 wurden dem Regionalwahlkreis drei Mandate zugewiesen, wobei die Neuberechnung der Mandatsverteilung im Jahr 2002 (nach den Ergebnissen der Volkszählung 2001) zu keiner Mandatsänderung im Regionalwahlkreis Steiermark West führte. Im Zuge der Zusammenlegung von Bezirken im Bundesland Steiermark kam es per 1. Jänner 2013 auch zu einer Neuordnung der Regionalwahlkreise im Bundesland Steiermark. Dadurch wurde der Regionalwahlkreis Steiermark West mit den Regionalwahlkreisen Steiermark Nord-West (mit den Bezirken Leoben und Liezen) und Steiermark Nord (mit den früheren Bezirken Bruck an der Mur und Mürzzuschlag bzw. Bezirk Bruck-Mürzzuschlag) zum neugeschaffenen Regionalwahlkreis Obersteiermark verschmolzen.
Seit der Gründung des Regionalwahlkreises erlangte die SPÖ bei jeder Wahl die Stimmenmehrheit, wobei sie 2002 mit 46,9 % ihre Bestmarke erreichte. Den zweiten Platz im Regionalwahlkreis belegte mit einer Ausnahme die Österreichische Volkspartei (ÖVP) mit 36,6 % ihr bestes Ergebnis erzielte. Die Freiheitliche Partei Österreichs (FPÖ) kam bei Nationalratswahlen im Regionalwahlkreis Steiermark West fast immer auf den dritten Platz, 1999 gelang es ihr jedoch mit 28,7 % die ÖVP zu überholen. Die Grünen – Die Grüne Alternative (GRÜNE) erzielten im Regionalwahlkreis Steiermark West meist um die fünf Prozent der Stimmen und belegten bis 2006 mit einer Ausnahme immer den vierten Platz. 2008 wurden sie vom Bündnis Zukunft Österreich (BZÖ) überholt, das 15,5 % bzw. das beste Ergebnis in einem Regionalwahlkreis der Steiermark erreichte.

## Wahlergebnisse
| Nationalratswahlen im Regionalwahlkreis Steiermark West | Nationalratswahlen im Regionalwahlkreis Steiermark West | Nationalratswahlen im Regionalwahlkreis Steiermark West | Nationalratswahlen im Regionalwahlkreis Steiermark West | Nationalratswahlen im Regionalwahlkreis Steiermark West | Nationalratswahlen im Regionalwahlkreis Steiermark West | Nationalratswahlen im Regionalwahlkreis Steiermark West | Nationalratswahlen im Regionalwahlkreis Steiermark West | Nationalratswahlen im Regionalwahlkreis Steiermark West | Nationalratswahlen im Regionalwahlkreis Steiermark West |
| Wahltermin                                              | GM                                                      |                                                         | SPÖ                                                     | ÖVP                                                     | FPÖ                                                     | GRÜNE                                                   | BZÖ                                                     | LIF                                                     | Sonstige                                                |
| ------------------------------------------------------- | ------------------------------------------------------- | ------------------------------------------------------- | ------------------------------------------------------- | ------------------------------------------------------- | ------------------------------------------------------- | ------------------------------------------------------- | ------------------------------------------------------- | ------------------------------------------------------- | ------------------------------------------------------- |
| 9. Oktober 1994                                         |                                                         | Stimmenanteile (%)                                      | 40,5                                                    | 24,7                                                    | 24,4                                                    | 5,2                                                     | -                                                       | 3,6                                                     | 1,6                                                     |
| 9. Oktober 1994                                         | 3                                                       | Grundmandate                                            | 1                                                       | 0                                                       | 0                                                       | -                                                       | -                                                       | 0                                                       | 0                                                       |
| 17. Dezember 1995                                       |                                                         | Stimmenanteile (%)                                      | 42,5                                                    | 28,0                                                    | 22,0                                                    | 3,0                                                     | -                                                       | 3,1                                                     | 1,4                                                     |
| 17. Dezember 1995                                       | 3                                                       | Grundmandate                                            | 1                                                       | 0                                                       | 0                                                       | 0                                                       | -                                                       | 0                                                       | 0                                                       |
| 3. Oktober 1999                                         |                                                         | Stimmenanteile (%)                                      | 37,7                                                    | 25,6                                                    | 28,7                                                    | 4,5                                                     | -                                                       | 1,8                                                     | 1,7                                                     |
| 3. Oktober 1999                                         | 3                                                       | Grundmandate                                            | 1                                                       | 0                                                       | 0                                                       | 0                                                       | -                                                       | 0                                                       | 0                                                       |
| 24. November 2002                                       |                                                         | Stimmenanteile (%)                                      | 46,9                                                    | 36,6                                                    | 9,8                                                     | 5,1                                                     | -                                                       | 0,8                                                     | 0,8                                                     |
| 24. November 2002                                       | 3                                                       | Grundmandate                                            | 1                                                       | 1                                                       | 0                                                       | 0                                                       | -                                                       | 0                                                       | 0                                                       |
| 1. Oktober 2006                                         |                                                         | Stimmenanteile (%)                                      | 43,0                                                    | 36,2                                                    | 9,0                                                     | 4,5                                                     | 3,5                                                     | -                                                       | 3,8                                                     |
| 1. Oktober 2006                                         | 3                                                       | Grundmandate                                            | 1                                                       | 0                                                       | 0                                                       | 0                                                       | 0                                                       | -                                                       | 0                                                       |
| 28. September 2008                                      |                                                         | Stimmenanteile (%)                                      | 34,8                                                    | 24,9                                                    | 15,6                                                    | 4,9                                                     | 15,5                                                    | 0,8                                                     | 3,5                                                     |
| 28. September 2008                                      | 3                                                       | Grundmandate                                            | 0                                                       | 0                                                       | 0                                                       | 0                                                       | 0                                                       | 0                                                       | 0                                                       |